# Erwin L. Hahn
Erwin L. Hahn, considerado uno de los físicos estadounidenses más innovadores de la historia reciente, (9 de junio de 1921 - 20 de septiembre de 2016) conocido por su trabajo en resonancia magnética nuclear (NMR), óptica y la intersección de estos dos campos.
Su aportación a estos campos de estudio comienza en 1950, año en el que descubre el eco del espín, fenómeno de monumental significancia e importancia práctica.
Hahn revolucionó la forma en la que se pensaba sobre la física del espín y su implicación en muchas otras áreas científicas. Muchos de los conceptos clave y técnicas en NMR y óptica se derivan directamente de su trabajo. 
Recibió su B.S. en Física del Juniata College. Fue profesor emérito de la Universidad de California, Berkeley desde 1991 y fue profesor de física en el periodo 1955-1991.

## Biografía
Erwin Hahn nació en Farrell (cerca de Sharon) en Pensilvania, Estados Unidos el 9 de junio de 1921. Su madre, Mary Weiss, hija de un rabino en Vrbas (originalmente en Austria-Hungría, hoy en día Serbia), fue enviada por su familia a los Estados Unidos para contraer matrimonio con el hijo de conocidos de la familia, Israel Hahn, a quien nunca había conocido. El matrimonio concibió seis niños y una niña (Deborah, quien murió producto de la epidemia de gripe de 1918). Erwin era el menor de todos y el que tuviera cinco hermanos definitivamente influyó en su desarrollo. 
La casa de la familia se encontraba en Sewickley, Pensilvania y su padre operaba varias tiendas de limpieza en seco en el área. Mas ni el negocio ni el matrimonio resultaron exitosos: la presencia de Israel en casa era errática; tomó malas decisiones comerciales; y tuvo fases de fanatismo religioso autoritario que crearon tensiones dentro del hogar. Finalmente, Israel abandonó a su familia, dejando a la madre de Erwin a cargo del negocio. 
Su hermano mayor, Simón, fue a trabajar con una pariente para ayudar a mantener a la familia y fue él quien le regaló a su hermano menor un juego de química; Hahn recordó haber destilado y luego derramado orina en el alféizar de la ventana.
La necesidad económica significó que solo Erwin y su hermano un poco mayor, Philip, tuvieran la oportunidad de ir a la universidad, ambos con becas (Philip llegó a ser profesor de economía).
Hahn recibió su licenciatura en química en 1963 en Juniata College y luego, impresionado por los conceptos fundamentales de la física, completó un año de estudios de posgrado en física en la Universidad de Purdue. Los estudios de Hahn se vieron interrumpidos por el servicio en tiempo de guerra en la Marina de los Estados Unidos, donde fue instructor de radar y sonar. Continuó sus estudios de física en la Universidad de Illinois, obteniendo su maestría en 1947 y su DSc en 1949.
Hahn tenía varias posibilidades para una carrera, entre ellas la Marina, la música (era un entusiasta y dotado violinista), la actuación y la comedia. En la Marina aparecía con frecuencia en el escenario como animador y le preguntaron si se volvería profesional. Su hermano mayor, Milton, también fue actor profesional durante algunos años. Sin embargo, Hahn se volvió hacia la ciencia, en particular la resonancia magnética y más tarde, la óptica.
Fue investigador asociado en la Universidad de Illinois; miembro del Consejo Nacional de Investigación de la Universidad de Stanford, donde trabajó con Felix Bloch; y físico investigador en IBM Watson Scientific Computing Laboratory. En 1955 llegó a la Universidad de California, Berkeley, donde se incorporó a la facultad de física, y donde permaneció hasta su muerte el 20 de septiembre de 2016 a la edad de 95 años.
Hahn estuvo casado dos veces, con Marian Ethel Failing en 1944 y, después de su muerte en 1978, con Natalie Woodford Hodgson en 1980. Las contribuciones de Marian y Nathalie a la carrera de Hahn fueron significativas y profundas. Estaba orgulloso de tener un hijo en la medicina, y de la profesión e inclinación por la música de sus dos hijas.

## Honores y Premios
- Guggenheim Fellowships (1961 y 1969)
- Buckley Prize in Solid State Physics, American Physical Society (1971)
- Prize of the International Society of Magnetic Resonance (1971)
- Alexander von Humboldt Award (1976)
- Wolf Foundation Prize in Physics (1983)
- California Inventors Hall of Fame (1984)
- US Department of Energy Award for Sustained Research in DC Squid NMR (1986)
- Berkeley Citation, University of California at Berkeley (1991)
- US National Academy of Sciences Comstock Prize for discoveries in electricity, magnetism or radiation (1993)
- Honorary Doctor of Science, University of Stuttgart , Germany (2001)
- Russell Varian Prize (2004)
- Honorary Doctorate, Oxford University (2009)
- Gold Medal of the International Society of Magnetic Resonance in Medicine (2016).

### Sus membresías honoríficas incluyeron
- Fellow, American Physical Society (1952)
- Fellow, American Academy of Arts and Sciences (1971)
- U.S. National Academy of Sciences (1972)
- Foreign Member, Slovenian Academy of Sciences (1981)
- Honorary Fellow, Brasenose College, Oxford (1982)
- Foreign Member, French Academy of Sciences (1992)
- Honorary Member, International Society of Magnetic Resonance (1995)
- Honorary Fellow, International Society of Paramagnetic Resonance (1996)
- Berkeley Society of Fellows (1999)
- Honorary Fellow, International Society of Magnetic Resonance in Medicine (2000)
- Foreign Member, Royal Society, U.K. (2000)
- Member, Institute of Physics, U.K. (2000).